# Пожма
Пожма — река в России, протекает в Прилузском районе Республики Коми. Устье реки находится в 353 км по левому берегу реки Луза. Длина реки составляет 13 км.
Исток реки в таёжном массиве среди холмов Северных Увалов в 13 км к северо-западу от села Объячево. Генеральное направление течения — северо-восток. Верхнее течение проходит по ненаселённому холмистому таёжному массиву, в нижнем течении река протекает деревни Паневская и Пожмадор. Впадает в боковую старицу Лузы у лесопункта Паневский в 6 км к северо-западу от села Объячево.

## Данные водного реестра
По данным государственного водного реестра России и геоинформационной системы водохозяйственного районирования территории РФ, подготовленной Федеральным агентством водных ресурсов:
- Бассейновый округ — Двинско-Печорский
- Речной бассейн — Северная Двина
- Речной подбассейн — Малая Северная Двина
- Водохозяйственный участок — Юг
- Код водного объекта — 03020100212103000012372